# Liste des évêques de Montalcino
La liste des évêques de Montalcino recense les noms des évêques qui se sont succédé à la tête du diocèse de Montalcino. Celui-ci est érigé le 13 août 1462 et unit aeque principaliter au diocèse de Pienza. En 1594, le pape Clément VIII décide de mettre fin à l'union  entre le diocèse de Montalcino de celui de Pienza, à compter de la fin de l'épiscopat de Francesco Maria Piccolomini, en 1599. En 1975, Mgr Castellano, archevêque de Sienne est nommé évêque de Colle di Val d'Elsa puis de Montalcino en 1978, unissant les trois sièges in persona episcopi. En 1986 en vertu du décret Instantibus votis de la congrégation pour les évêques, l'union plénière des trois diocèses est établie et le nouveau district ecclésiastique prend le nom actuel d'archidiocèse de Sienne-Colle di Val d'Elsa-Montalcino.

## Évêques de Montalcino et de Pienza
- Giovanni Cinughi (1462-1470)
- Tommaso Testa Piccolomini (1470-1482)
- Agostino Patrizi Piccolomini (1484-1495)
  - Francesco Piccolomini (1495-1498) administrateur apostolique, élu pape sous le nom de Pie III
- Girolamo Piccolomini I (1498-1510)
- Girolamo Piccolomini II (1510-1535)
- Alessandro Piccolomini (1528-1563)
- Francesco Maria Piccolomini (1554-1599)

## Évêques de Montalcino
- Camillo Borghesi (1600-1607) nommé archevêque de Sienne
- Mario Cossa (1607-1618)
- Ippolito Borghese, O.S.B. Oliv (1618-1636) nommé évêque de Pienza
- Scipione Tancredi (1637-1641)
- Alessandro Sergardi (1641-1649)
- Antonio Bichi (1652-1656) nommé évêque d'Osimo
- Lorenzo Martinozzi, O.S.B (1656-1663)
- Fabio de' Vecchi (1664-1688)
- Romualdo Tancredi, O.S.B.Oliv (1688-1694)
- Giuseppe Maria Borgognini (1695-1726)
- Bernardino Ciani, O.S.A (1727-1767)
- Domenico Andrea Vegni (1767-1773)
- Giuseppe Bernardino Pecci, O.S.B. Oliv (1774-1809)
  - Siège vacant (1809-1815)
- Giacinto Pippi (1815-1824) nommé évêque de Chiusi et Pienza
- Giovanni Bindi Sergardi (1824-1843)
  - Siège vacant (1843-1850)
- Paolo Bertolozzi (1850-1867)
  - Siège vacant (1867-1872)
- Raffaele Pucci Sisti (1872-1879)
- Donnino Donnini (1879-1891) nommé évêque de Cortone
- Amilcare Tonietti (1893-1899)
- Iader Bertini (1899-1908)
- Alfredo del Tomba (1909-1937)
- Ireneo Chelucci (1938-1970)
  - Siège vacant (1970-1978)
- Mario Jsmaele Castellano O.P (1978-1986) nommé archevêque de Sienne-Colle di Val d'Elsa-Montacino

## Évêques de Sienne-Colle di Val d'Elsa-Montalcino
- Mario Jsmaele Castellano, O.P (1986-1989)
- Gaetano Bonicelli (1989-2001)
- Antonio Buoncristiani (2001-2019)
- Augusto Paolo Lojudice (2019- )

## Sources
- http://www.catholic-hierarchy.org